# Sa Jae-hyouk
Sa Jae-hyouk (Sa Jae-hyuk, * 29. Januar 1985 in Hongcheon) ist ein südkoreanischer Gewichtheber. Er wurde 2008 Olympiasieger im Mittelgewicht.

## Werdegang
Sa Jae-hyuk stammt aus Hongcheon in der Provinz Gangwon-do in Südkorea. Dort lebt er und begann als Jugendlicher mit dem Gewichtheben, das zurzeit auch sein Beruf ist.
Er gab sein Debüt auf der internationalen Gewichtheberbühne im Jahre 2005 bei der Junioren-Weltmeisterschaft in Busan. Er startete dort im Leichtgewicht und holte sich mit einer Zweikampfleistung von 324 kg (145–179) den Weltmeistertitel vor dem Türken Mete Binay, 323 kg u. Yao Yuewei aus China, 316 kg.
Im Jahre 2007 startete er im thailändischen Chiang Mai erstmals bei einer Weltmeisterschaft der Senioren. Er war inzwischen in das Mittelgewicht hineingewachsen und erzielte 353 kg (153–200). Mit dieser Leistung belegte er den 5. Platz und gewann mit seiner Stoßleistung von 200 kg eine WM-Bronzemedaille.
Zum bisherigen Höhepunkt in der Laufbahn von Sa Jae-hyuk wurden die Olympischen Spiele 2008 in Peking. Es gelang ihm dort als erstem ausländischen Gewichtheber die Siegesserie der heimischen chinesischen Gewichtheber zu unterbrechen. Er schaffte dabei im Mittelgewicht im Zweikampf 366 kg (163–203) und gewann damit die Goldmedaille vor dem Chinesen Li Hongli, der zwar ebenfalls auf 366 kg kam, aber etwas schwerer als Sa war. Diesen Sieg hatte dieser in erster Linie seiner hervorragenden Leistung im Stoßen mit 203 kg zu verdanken, mit der er einen Rückstand von 5 kg nach dem Reißen auf Li aufholte.
Bei der Weltmeisterschaft 2009 in Goyang/Südkorea erzielte Sa Jae-hyuk im Mittelgewicht 365 kg (160–205). Obwohl er also bis auf 1 kg an seine Zweikampfleistung von den Olympischen Spielen 2008 herankam, reichte diese Leistung doch nur zum 4. Platz. Sieger und Weltmeister wurde der überragende Chinese Lu Xiaojun, der auf 378 kg (174–204) kam. Sa hatte aber die Genugtuung im Stoßen mit 205 kg die WM-Goldmedaille zu gewinnen.

## Internationale Erfolge
| Jahr | Platz | Wettbewerb            | Gewichtsklasse | |
| 2005 | 1.    | Junioren-WM in Busan  | Leicht         | mit 324 kg (145–179), vor Mete Binay, Türkei, 323 kg (150–173) u. Yao Yuewei, China, 316 kg (151–165)                                                                                                |
| 2007 | 5.    | WM in Chiang Mai      | Mittel         | mit 353 kg (153–200), hinter Iwan Stoizow, Bulgarien, 363 kg (158–205), Geworg Dawtjan, Armenien, 362 kg (164–198), Li Hongli, China, 361 kg (166–195) u. Kim Kwang-hoon, Südkorea, 356 kg (155–201) |
| 2008 | Gold  | OS in Peking          | Mittel         | mit 366 kg (163–203), vor Li Hongli, 366 kg (168–198) u. Geworg Dawtjan, 360 kg |
| 2009 | 4.    | WM in Goyang/Südkorea | Mittel         | mit 365 kg (160–205), hinter Lu Xiaojun, China, 378 kg (174–204), Tigran Martirosjan, Armenien, 370 kg (170–200) u. Su Dajin, China, 365 kg (165–200)                                                |

## WM-Einzelmedaillen
- WM-Goldmedaille: 2009/Stoßen/Mittel
- WM-Bronzemedaille: 2007/Stoßen/Mittel

## Erläuterungen
- alle Wettkämpfe im Zweikampf, bestehend aus Reißen und Stoßen,
- OS = Olympische Spiele,
- WM = Weltmeisterschaft
- Leichtgewicht, Gewichtsklasse bis 69 kg Körpergewicht,
- Mittelgewicht, Gewichtsklasse bis 77 kg Körpergewicht,
- die Wettkämpfe bei den Olympischen Spielen gelten seit 1988 nicht mehr als Weltmeisterschaft